# Stanko Hondl
Stanko Hondl (Zagreb, 22. listopada 1873. – Zagreb, 16. travnja 1971.), profesor fizike na Sveučilištu u Zagrebu, bavio se teorijskom i eksperimentalnom fizikom te filozofijom znanosti.
Pohađao je Klasičnu gimnaziju u Zagrebu koju je završio 1891. godine. Studirao je matematiku i fiziku na Mudroslovnom fakultetu u Zagrebu (kod prof. Vinka Dvořáka) i diplomirao 1895. Boravio je u Göttingenu i Berlinu, gdje je slušao Planckova predavanja i sudjelovao u njegovu seminaru. Doktorirao je 1898. u Zagrebu. Zaposlio se kao gimnazijski profesor fizike u Vinkovcima 1896., a potom u Zagrebu (1896. – 1912.). Predavao je u Klasičnoj gimnaziji u Zagrebu u dva navrata: 1895. i od 1908. do 1912. godine. Habilitirao je za privatnog docenta fizike i započeo predavanja na Sveučilištu (1902./03.). Godine 1911. biva izabran za izvanrednog, a 1915. za redovitog profesora Mudroslovnog (kasnije Filozofskog) fakulteta. Bio je predstojnik Fizikalnog kabineta od 1911. i dekan fakulteta (1919./20. i 1932./33.), te je zaslužan za izgradnju zgrade Prirodoslovno-matematičkog fakulteta na Marulićevom trgu 19 (koja je sve do 1991. korištena za tu namjenu). Bio je rektor Sveučilišta (1936. – 1938.), član Jugoslavenske akademije znanosti i umjetnosti: dopisno od 1908. i redoviti od 1923. te njezin potpredsjednik (1933. – 1942.), predsjednik Hrvatskog prirodoslovnog društva (1934. – 1936.), pročelnik Astronomske sekcije, potpredsjednik Društva srednjoškolskih profesora i suradnik Nastavnoga vjesnika (1907. – 1911.).
Prof. Hondl se bavio teorijskom i eksperimentalnom fizikom, poviješću fizike kao i filozofskim pitanjima znanosti (poznate su rasprave: O nulmjestima gibanja tekućine, Nacrt povijesti kvantitativne atomistike, Pogledi suvremene fizike, Anatomija fizikalnih znanosti). Za povijest fizike posebno su važni njegovi radovi o Markantunu de Dominisu i Ruđeru Boškoviću (Marko Antonije de Dominis kao fizičar, Faraday o Boškovićevoj atomistici, Boškovićevi računi o gustoći svjetlosti Stay i Bošković o apsolutnom gibanju, Boškovićev dalekozor s vodom, Bošković i fotometrija, Dvije osebujne Boškovićeve zamisli, I. Relativna sila inercije, II. Stvaranje svijeta i dr.). Napisao je također niz srednjoškolskih udžbenika iz fizike, a predavanjima na Pučkom sveučilištu, popraćenim pokusima, te prilozima u časopisu Priroda, doprinio je i popularizaciji znanosti.